# Фрумушика (Фалештский район)
Фрумушика (рум. Frumuşica) — село в Фалештском районе Молдавии. Наряду с сёлами Калугэр, Новые Сочи и Старые Сочи входит в состав коммуны Калугэр.

## География
Село расположено на высоте 168 метров над уровнем моря.

## Население
По данным переписи населения 2004 года, в селе Фрумушика проживает 476 человек (232 мужчины, 244 женщины).
Этнический состав села:
| Национальность | Число жителей | Процентный состав |
| -------------- | ------------- | ----------------- |
| молдаване      | 469           | 98,53             |
| украинцы       | 5             | 1,05              |
| румыны         | 1             | 0,21              |
| гагаузы        | 1             | 0,21              |
| Всего          | 476           | 100 %             |